# Conchy-les-Pots
Conchy-les-Pots é uma comuna francesa na região administrativa de Altos da França, no departamento de Oise. Estende-se por uma área de 9,67 km². Em 2010 a comuna tinha 727 habitantes (densidade: 75,2 hab./km²).